# Gnotzheim

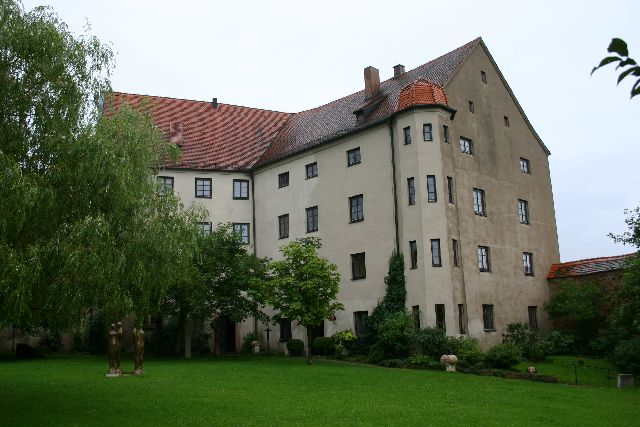
Burcht

Gnotzheim is een gemeente in de Duitse deelstaat Beieren, en maakt deel uit van het Landkreis Weißenburg-Gunzenhausen.
Gnotzheim telt 823 inwoners.
Absberg ·
Alesheim ·
Bergen ·
Burgsalach ·
Dittenheim ·
Ellingen ·
Ettenstatt ·
Gnotzheim ·
Gunzenhausen ·
Haundorf ·
Heidenheim ·
Höttingen ·
Langenaltheim ·
Markt Berolzheim ·
Meinheim ·
Muhr am See ·
Nennslingen ·
Pappenheim ·
Pfofeld ·
Pleinfeld ·
Polsingen ·
Raitenbuch ·
Solnhofen ·
Theilenhofen ·
Treuchtlingen ·
Weißenburg in Bayern ·
Westheim